# Coup de poing de revers
En langue anglaise, back-fist ou reverse. Coup porté du revers du poing utilisé dans certaines boxes pieds-poings. Il est classé dans les attaques indirectes de la main. On frappe du dos du poing et de la tête des métacarpiens suivant différentes trajectoires en arc de cercle (autour du coude, de l'épaule ou en combinant les deux) :
- Dans un plan horizontal de l'extérieur vers l'intérieur le pouce en haut (il n'est pas autorisé dans certaines boxes),
- Dans un plan horizontal de l'extérieur vers l'intérieur le pouce en bas, on parle alors de swing ou stick-punch,
- Dans un plan vertical de bas et haut, phalanges tournées vers le haut
- Dans un plan vertical de haut et bas, phalanges tournées vers le bas

Dans le 1er mode, la technique  peut être portée avec un tour complet sur soi-même, on parle alors de coup de poing retourné ou spinning back-fist en anglais.  

Revers de poing dans le plan vertical et descendant